# 梁格
梁格（1499年—？），字君正，山西平陽府絳州稷山縣人，儒籍，明朝政治人物。

## 生平
嘉靖四年（1525年）乙酉科山西鄉試第二十六名舉人。嘉靖十四年（1535年）中式乙未科會試第三百十八名，登第三甲第一百四十一名進士。授濟陽知縣，十九年十月选授南京兵科給事中。

## 家族
曾祖梁東；祖父梁鑄，曾任巡檢；父梁漙，曾任右長史。母姚氏。慈侍下。仲子梁綱，進士。